# More-Selections
株式会社More-Selectionsは、かつて存在した企業法務に特化したWEBメディア、研修、人材サービスなどに関連した事業を展開していた株式会社。東京都渋谷区に本社を置いていた。

## 沿革
- 2007年10月10日 設立
- 2016年10月1日 キーパーソン大村良介がジョイン
- 2021年4月30日 代表取締役上原正義が保有する全株式を株式会社パソナグループ及び同社グループ会社に譲渡
- 2021年9月1日 株式会社パソナに吸収合併し解散

## 事業内容
- 人材紹介業(厚生労働大臣許可番号 13-ユ-302863)
- 人材派遣業(人材派遣事業許可番号 派13-306154)
- 企業法務ナビ

法務のニュース、セミナー、交流会の情報配信
リーガルテック商材の導入支援
- Legal List

企業法務パーソンに特化したスカウトサイト
- リーガルビジネススクールONLINE

法務担当のノウハウ・知識・思考法・マインドなどを解説した記事コンテンツ配信
- Legal Map

司法試験受験生向けの就職支援
- Legal Map Career

企業法務パーソンに特化した転職支援サービス
- 弁護士のマーケティング支援